# اسپرس تاجی
اسپرس تاجی (نام علمی: Onobrychis caput-galli) نام یک گونه از سرده اسپرس است.